# Домінік Татарка

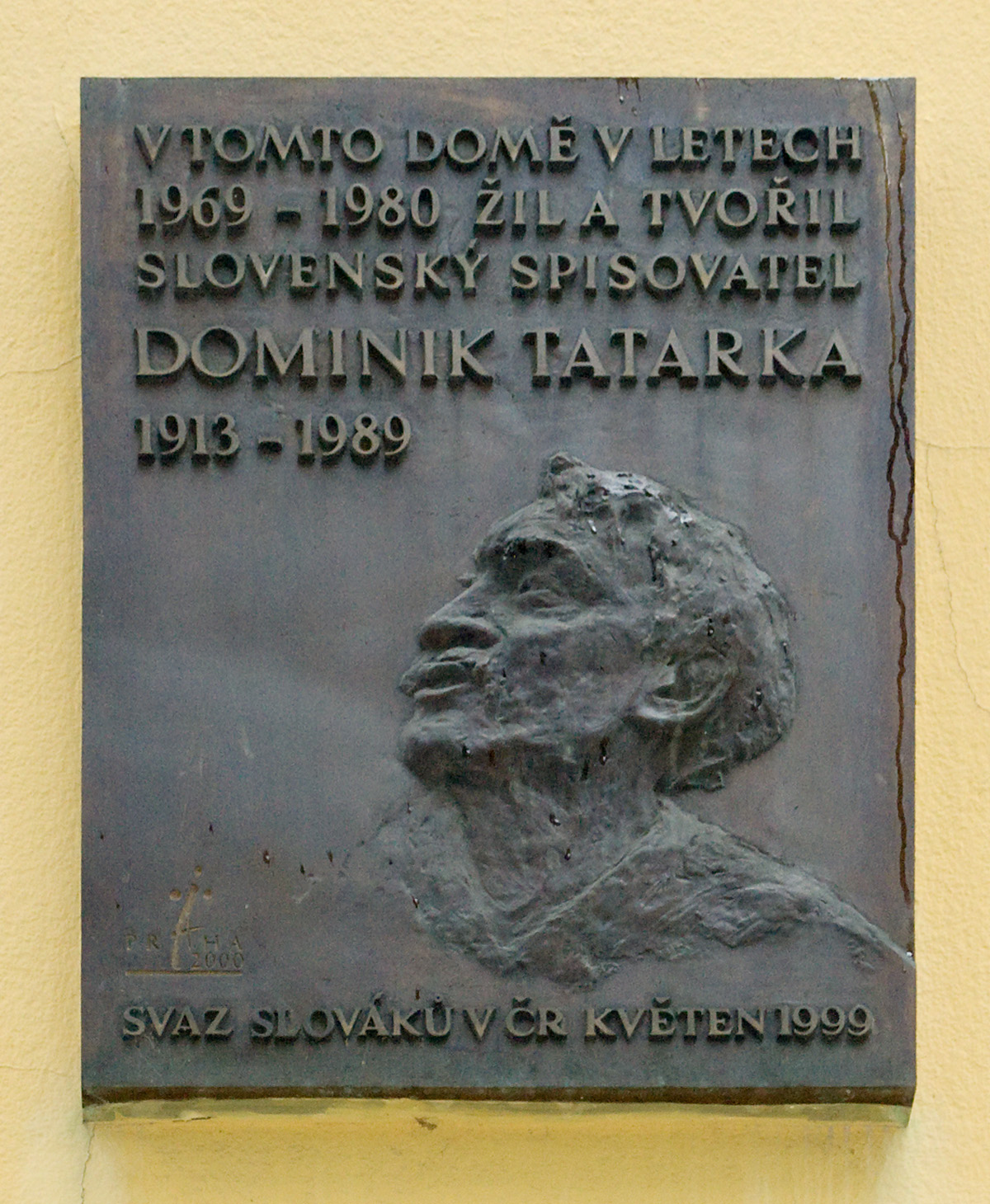
Меморіальна дошка в Празі

Домінік Татарка (14 березня 1913 — 10 травня 1989, Братислава) — словацький прозаїк, публіцист, сценарист і перекладач.

## Життєпис
Походив із селянської родини. Батько загинув під час Першої світової війни. Навчався у молодших класах Нітри та Тренчина. Закінчив середню школу в 1934. У 1934—1938 роках навчався на філософському факультеті Карлового університету в Празі словацькою мовою у поєднанні з романтизмом, згодом поглибив свої знання про Париж на Сорбонні в Парижі. Під час Другої світової війни працював учителем словацької та французької мов у середніх школах Жиліни та Мартіна. Брав участь у словацькому національному повстанні, потім вступив до комуністичної партії. Після війни працював офіційним редактором щоденних газет, редактором «Татран» та кіносценаристом.

Опублікував есе про культ особистості та соціальний конформізм, «фантастичний трактат кінця сталіністської епохи» («Демон згоди», книжкове видання 1963 р.). У 1968—1969 роках був залучений до процесу демократичних перетворень, засуджуючи агресію армії Варшавського договору на Чехословаччину. У 1969 році він залишив КПК. Був одним із небагатьох словацьких письменників, яким заборонили друкувати протягом усього періоду «нормалізації». Його книги також були вилучені з бібліотек, а його ім'я намагалися стерти з обізнаності громадськості. Татарка підтримував стосунки з чехословацьким дисидентським рухом і публікувався у видавництвах самвидаву та емігрантських. Як один з небагатьох словаків підписав Хартію 77.